# Sergio Busquets
Sergio Busquets Burgos (Sabadell, 16 luglio 1988) è un calciatore spagnolo, centrocampista o difensore dell'Inter Miami. Con la nazionale spagnola è diventato campione del mondo nel 2010, campione d'Europa nel 2012.
Considerato uno dei migliori centrocampisti della sua generazione, è cresciuto nel settore giovanile del Barcellona, con cui ha vinto nove campionati spagnoli, sette Supercoppe spagnole, sette Coppe del Re, tre UEFA Champions League, tre Supercoppe UEFA e tre Coppe del mondo per club FIFA.
Con la nazionale spagnola ha partecipato a quattro campionati mondiali (2010, 2014, 2018 e 2022), vincendo l'edizione del 2010, tre campionati europei (2012, 2016 e 2020), vincendo l'edizione del 2012, e due Confederations Cup (2009 e 2013).

## Caratteristiche tecniche
Considerato uno dei migliori interpreti di sempre nel suo ruolo, è un centrocampista centrale dotato di visione di gioco e precisione nei passaggi. Grazie a ottime abilità nel controllo di palla nonché a uno spiccato senso della posizione, è solito fare da cerniera tra difesa e centrocampo; si propone talvolta anche in attacco sfruttando la propria altezza. In casi eccezionali può ricoprire anche i ruoli di difensore centrale e terzino destro. Dai tifosi blaugrana è soprannominato Busi ed El Quitanieves (in italiano "lo spazzaneve"), proprio perché le sue principali caratteristiche di gioco sono quelle di rottura del gioco avversario

## Carriera

### Club

#### Giovanili
Figlio dell'ex calciatore spagnolo Carles Busquets, arriva al Barcellona nell'estate 2005, entrando a far parte della selezione giovanile A; nelle stagioni 2005-2006 e 2006-2007 gioca così a fianco di elementi come Bojan Krkić, Giovani dos Santos e Marc Crosas. Nel 2007 viene promosso nella rosa del Barcellona B, guidato da Josep Guardiola: alla prima annata totalizza 23 presenze e 2 reti, contribuendo peraltro alla promozione della squadra in Segunda División B.

#### Barcellona

##### 2008-2015
Dopo alcune presenze in prima squadra in gare di Copa Catalunya, esordisce nella Liga il 13 settembre 2008, schierato da titolare in una gara contro il Racing Santander. È questa l'annata del triplete dei blaugrana, con la vittoria del campionato, della coppa e della UEFA Champions League, vinta per 2-0 in finale a Roma contro il Manchester United; in questa stagione, Busquets totalizza 41 presenze nelle tre competizioni. In questa stessa stagione riceve il Trofeo Bravo, premio assegnato dal giornale italiano Guerin Sportivo al miglior calciatore Under-21 militante nei campionati europei e considerato il più importante riconoscimento per la categoria.

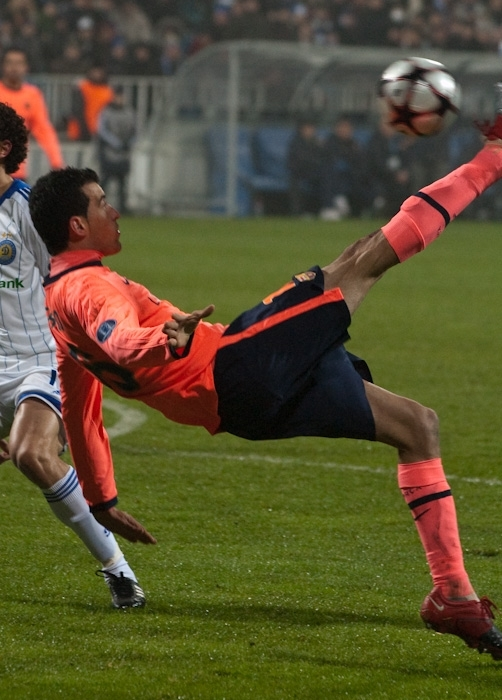
Busquets durante una partita di UEFA Champions League nel 2009 contro la Dinamo Kiev

Nella stagione 2009-2010 si è aggiudicato con il Barcellona la Supercoppa di Spagna, la Supercoppa UEFA contro lo Šachtar (partita nella quale è entrato durante i tempi supplementari), la Coppa del mondo per club (giocando come titolare entrambe le partite), e nuovamente la Liga. In totale ha disputato 52 partite, segnando un gol nella semifinale della Coppa del mondo per club conto l'Atlante.
Nella stagione 2010-2011 è titolare fisso nel ruolo di mediano e vince ancora una volta la Supercoppa di Spagna e la Liga, arrendendosi invece in finale al Real Madrid nella Coppa del Re. Il 28 maggio vince a Wembley la UEFA Champions League contro il Manchester United, lo stesso avversario della finale di due anni prima disputatasi a Roma.
L'anno seguente segna un gol nella semifinale di ritorno di UEFA Champions League contro il Chelsea. Realizza il primo gol nel primo tempo, più tardi arriva la rete anche di Iniesta, ma la partita finisce 2-2, determinando l'eliminazione del Barcellona in virtù della sconfitta per 1-0 a Londra. Torna al gol in campionato nella partita fuori casa contro il Betis, partita terminata 2-2, in cui Busquets sigla il gol dell'iniziale vantaggio.
Dalla stagione 2014-2015, con la cessione di Valdes e il ritiro di Puyol, è ormai tra i senatori della squadra insieme Xavi, Iniesta e Messi, indossando talvolta anche la fascia di capitano dei catalani. In quest'annata gioca un totale di 47 partite, conquistando a fine anno il triplete composto dal campionato, dalla coppa nazionale (vinta in finale contro l'Athletic Bilbao per 3-1) e dalla UEFA Champions League (vinta in finale contro la Juventus per 3-1): è il secondo triplete sia nella storia del club, sia per il giocatore.

##### 2015-2023

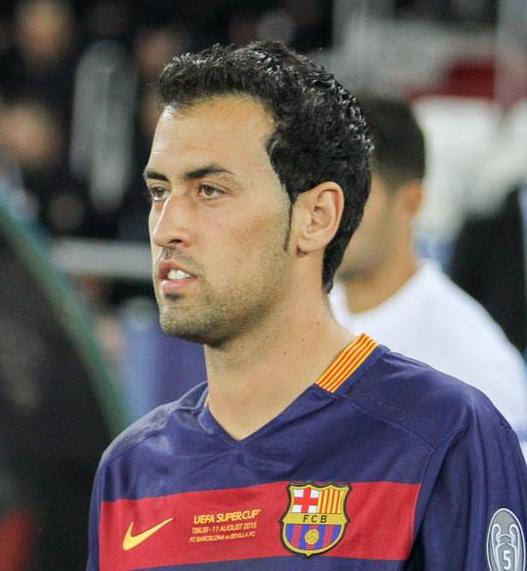
Busquets durante la Supercoppa UEFA 2015 contro il Siviglia

Nella stagione 2015-2016 gioca un totale di 53 partite vincendo la Supercoppa UEFA ad agosto contro il Siviglia per 5-4, la Coppa del mondo per club contro il River Plate per 3-0 e, a fine anno, Liga e Coppa in finale contro il Siviglia per 2-0.
Nella stagione 2016-2017 gioca un totale di 48 partite vincendo la Supercoppa di Spagna contro il Siviglia e a fine anno, la Coppa in finale contro l'Alavés per 3-1. Nell'annata 2017-2018 gioca un totale di 50 partite, vincendo la Liga e la Coppa in finale contro il Siviglia con un netto 5-0. L'11 dicembre 2018 ottiene la centesima presenza in UEFA Champions League, subentrando nella partita interna contro il Tottenham.
A partire dalla stagione 2021-2022, Busquets diventa in pianta stabile il capitano del Barcellona, visto il trasferimento di Messi al Paris Saint-Germain.
Il 10 maggio 2023, in seguito al mancato accordo per un rinnovo del contratto, annuncia ufficialmente il suo addio al club blaugrana dopo 18 anni. Lascia dopo aver collezionato 722 presenze e 18 reti e aver vinto nove campionati spagnoli, sette Supercoppe spagnole, sette Coppe del Re, tre UEFA Champions League, tre Supercoppe UEFA e tre Coppe del mondo per club FIFA.

#### Inter Miami
Il 23 giugno 2023 viene ufficializzato il suo ingaggio da parte dell'Inter Miami, con un contratto valido fino al 2025. Il mese successivo firma per l'Inter Miami anche il suo compagno al Barcellona Lionel Messi.

### Nazionale

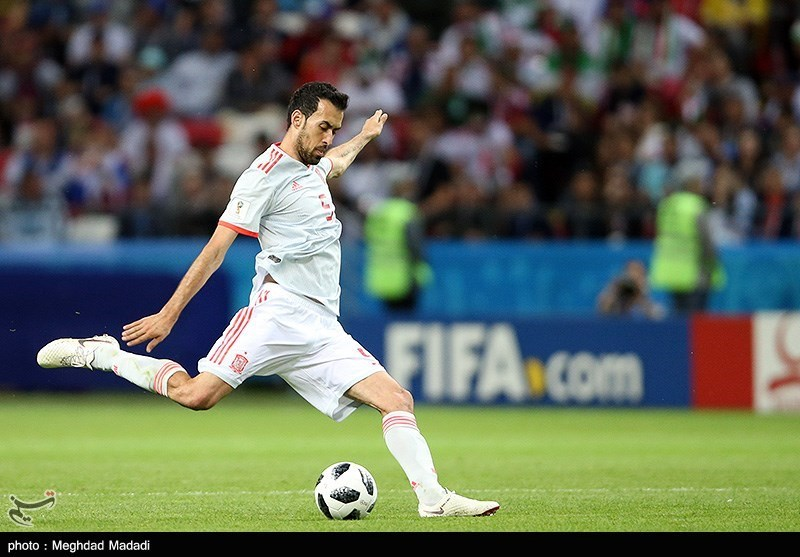
Busquets durante una partita del campionato mondiale 2018

Dopo aver giocato alcune gare con la nazionale spagnola Under-21, fa il suo esordio in nazionale maggiore il 1º aprile 2009, a Istanbul, durante una gara contro la Turchia valida per le qualificazioni al mondiale 2010; nell'occasione entra in campo da sostituto nel corso del secondo tempo. Pochi mesi dopo viene convocato per disputare la Confederations Cup in Sudafrica, chiusa al terzo posto.
Nel 2010 è nell'elenco dei 23 selezionati da del Bosque per il campionato mondiale; in tale competizione disputa da titolare tutti e sette gli incontri, compresi i 120 minuti della finale vinta contro i Paesi Bassi che consegnano alle "Furie rosse" il primo storico titolo iridato. Vince poi con la nazionale spagnola il campionato europeo 2012, sconfiggendo l'Italia per 4-0 il 1º luglio 2012.
Viene convocato anche per il mondiale 2014, chiuso dagli spagnoli con l'eliminazione al primo turno, e per l'europeo 2016, da cui la squadra iberica viene eliminata agli ottavi di finale.
Nel 2018 viene incluso dal commissario tecnico della Spagna Lopetegui nella lista dei convocati per il mondiale di Russia, che per la nazionale spagnola si conclude agli ottavi di finale.
Divenuto capitano della nazionale, in seguito viene incluso tra i convocati per il campionato d'Europa 2020, risultando lo spagnolo più anziano della rosa. L'avventura europea termina in semifinale, contro l'Italia, futura vincitrice della competizione. Viene convocato anche a novembre per disputare in Italia la fase finale della Nations League, dove la Spagna termina al secondo posto, dopo aver perso la finale contro la Francia.
Viene poi convocato per il campionato del mondo in Qatar, dove disputa tutte e quattro le partite giocate dalla nazionale iberica, che esce ai rigori agli ottavi contro il Marocco, con Busquets che sbaglia il proprio tiro dal dischetto; pochi giorni dopo l'eliminazione, precisamente il 16 dicembre, il centrocampista spagnolo annuncia di avere terminato la propria esperienza con la nazionale, con cui ha collezionato 143 presenze e 2 gol segnati.

## Statistiche

### Presenze e reti nei club
Statistiche aggiornate al 17 agosto 2025.
| Stagione                                | Squadra                                 | Campionato                              | Campionato | Campionato | Coppe nazionali | Coppe nazionali | Coppe nazionali | Coppe continentali | Coppe continentali | Coppe continentali | Altre coppe | Altre coppe | Altre coppe | Totale | Totale |
| Stagione                                | Squadra                                 | Comp                                    | Pres       | Reti       | Comp            | Pres            | Reti            | Comp               | Pres               | Reti               | Comp        | Pres        | Reti        | Pres   | Reti   |
| --------------------------------------- | --------------------------------------- | --------------------------------------- | ---------- | ---------- | --------------- | --------------- | --------------- | ------------------ | ------------------ | ------------------ | ----------- | ----------- | ----------- | ------ | ------ |
| 2006-2007                               | Barcellona C                            | TD                                      | 1          | 0          | -               | -               | -               | -                  | -                  | -                  | -           | -           | -           | 1      | 0      |
| 2007-2008                               | Barcellona B                            | TD                                      | 26+4       | 1+0        | -               | -               | -               | -                  | -                  | -                  | -           | -           | -           | 30     | 1      |
| 2008-2009                               | Barcellona Atlètic                      | SDB                                     | 2          | 0          | -               | -               | -               | -                  | -                  | -                  | -           | -           | -           | 2      | 0      |
| Totale Barcellona B\|Barcellona Atletic | Totale Barcellona B\|Barcellona Atletic | Totale Barcellona B\|Barcellona Atletic | 28+4       | 1+0        |                 | -               | -               |                    | -                  | -                  |             | -           | -           | 32     | 1      |
| 2008-2009                               | Barcellona                              | PD                                      | 24         | 1          | CR              | 9               | 0               | UCL                | 8                  | 2                  | -           | -           | -           | 41     | 3      |
| 2009-2010                               | Barcellona                              | PD                                      | 33         | 0          | CR              | 4               | 0               | UCL                | 10                 | 0                  | SS+SU+Cmc   | 2+1+2       | 0+0+1       | 52     | 1      |
| 2010-2011                               | Barcellona                              | PD                                      | 28         | 1          | CR              | 5               | 0               | UCL                | 12                 | 0                  | SS          | 1           | 0           | 46     | 1      |
| 2011-2012                               | Barcellona                              | PD                                      | 31         | 1          | CR              | 8               | 0               | UCL                | 10                 | 1                  | SS+SU+Cmc   | 1+1+1       | 0           | 52     | 2      |
| 2012-2013                               | Barcellona                              | PD                                      | 31         | 1          | CR              | 4               | 0               | UCL                | 8                  | 0                  | SS          | 2           | 0           | 45     | 1      |
| 2013-2014                               | Barcellona                              | PD                                      | 32         | 1          | CR              | 5               | 1               | UCL                | 9                  | 1                  | SS          | 2           | 0           | 48     | 3      |
| 2014-2015                               | Barcellona                              | PD                                      | 33         | 1          | CR              | 4               | 0               | UCL                | 10                 | 0                  | -           | -           | -           | 47     | 1      |
| 2015-2016                               | Barcellona                              | PD                                      | 35         | 0          | CR              | 5               | 0               | UCL                | 9                  | 0                  | SU+SS+Cmc   | 1+1+2       | 0           | 53     | 0      |
| 2016-2017                               | Barcellona                              | PD                                      | 33         | 0          | CR              | 5               | 0               | UCL                | 8                  | 0                  | SS          | 2           | 0           | 48     | 0      |
| 2017-2018                               | Barcellona                              | PD                                      | 31         | 1          | CR              | 7               | 0               | UCL                | 10                 | 0                  | SS          | 2           | 0           | 50     | 1      |
| 2018-2019                               | Barcellona                              | PD                                      | 35         | 0          | CR              | 6               | 0               | UCL                | 12                 | 0                  | SS          | 1           | 0           | 54     | 0      |
| 2019-2020                               | Barcellona                              | PD                                      | 33         | 2          | CR              | 2               | 0               | UCL                | 7                  | 0                  | SS          | 1           | 0           | 43     | 2      |
| 2020-2021                               | Barcellona                              | PD                                      | 36         | 0          | CR              | 6               | 0               | UCL                | 6                  | 0                  | SS          | 2           | 0           | 50     | 0      |
| 2021-2022                               | Barcellona                              | PD                                      | 36         | 2          | CR              | 2               | 0               | UCL+UEL            | 6+6                | 0+1                | SS          | 1           | 0           | 51     | 3      |
| 2022-2023                               | Barcellona                              | PD                                      | 30         | 0          | CR              | 5               | 0               | UCL+UEL            | 4+1                | 0                  | SS          | 2           | 0           | 42     | 0      |
| Totale Barcellona                       | Totale Barcellona                       | Totale Barcellona                       | 481        | 11         |                 | 77              | 1               |                    | 136                | 5                  |             | 28          | 1           | 722    | 18     |
| lug.-dic. 2023                          | Inter Miami                             | MLS                                     | 11         | 0          | USOC            | 2               | 0               | -                  | -                  | -                  | LC          | 7           | 0           | 20     | 0      |
| 2024                                    | Inter Miami                             | MLS                                     | 30+2       | 1+0        |                 | -               | -               | CCC                | 4                  | 0                  | LC          | 4           | 0           | 40     | 1      |
| 2025                                    | Inter Miami                             | MLS                                     | 23         | 0          |                 | -               | -               | CCC                | 7                  | 0                  | Cmc+LC      | 4+3         | 0+0         | 37     | 0      |
| Totale Inter Miami                      | Totale Inter Miami                      | Totale Inter Miami                      | 64+2       | 1+0        |                 | 2               | 0               |                    | 11                 | 0                  |             | 18          | 0           | 97     | 1      |
| Totale carriera                         | Totale carriera                         | Totale carriera                         | 574+6      | 13+0       |                 | 79              | 1               |                    | 147                | 5                  |             | 46          | 1           | 852    | 20     |

### Cronologia presenze e reti in nazionale
| Cronologia completa delle presenze e delle reti in nazionale ― Spagna | Cronologia completa delle presenze e delle reti in nazionale ― Spagna | Cronologia completa delle presenze e delle reti in nazionale ― Spagna | Cronologia completa delle presenze e delle reti in nazionale ― Spagna | Cronologia completa delle presenze e delle reti in nazionale ― Spagna | Cronologia completa delle presenze e delle reti in nazionale ― Spagna | Cronologia completa delle presenze e delle reti in nazionale ― Spagna | Cronologia completa delle presenze e delle reti in nazionale ― Spagna |
| Data                                                                  | Città                                                                 | In casa                                                               | Risultato                                                             | Ospiti                                                                | Competizione                                                          | Reti                                                                  | Note                                                                  |
| --------------------------------------------------------------------- | --------------------------------------------------------------------- | --------------------------------------------------------------------- | --------------------------------------------------------------------- | --------------------------------------------------------------------- | --------------------------------------------------------------------- | --------------------------------------------------------------------- | --------------------------------------------------------------------- |
| 1-4-2009                                                              | Istanbul                                                              | Turchia                                                               | 1 – 2                                                                 | Spagna                                                                | Qual. Mondiali 2010                                                   | -                                                                     | 74’                                                                   |
| 9-6-2009                                                              | Baku                                                                  | Azerbaigian                                                           | 0 – 6                                                                 | Spagna                                                                | Amichevole                                                            | -                                                                     | 46’                                                                   |
| 17-6-2009                                                             | Bloemfontein                                                          | Spagna                                                                | 1 – 0                                                                 | Iraq                                                                  | Conf. Cup 2009 - 1º turno                                             | -                                                                     | 82’                                                                   |
| 20-6-2009                                                             | Bloemfontein                                                          | Spagna                                                                | 2 – 0                                                                 | Sudafrica                                                             | Conf. Cup 2009 - 1º turno                                             | -                                                                     |                                                                       |
| 28-6-2009                                                             | Rustenburg                                                            | Spagna                                                                | 3 – 2 dts                                                             | Sudafrica                                                             | Conf. Cup 2009 - Finale 3º posto                                      | -                                                                     | 39’ 81’                                                               |
| 12-8-2009                                                             | Skopje                                                                | Macedonia                                                             | 2 – 3                                                                 | Spagna                                                                | Amichevole                                                            | -                                                                     | 46’ 89’                                                               |
| 5-9-2009                                                              | La Coruña                                                             | Spagna                                                                | 5 – 0                                                                 | Belgio                                                                | Qual. Mondiali 2010                                                   | -                                                                     | 24’                                                                   |
| 14-10-2009                                                            | Zenica                                                                | Bosnia ed Erzegovina                                                  | 2 – 5                                                                 | Spagna                                                                | Qual. Mondiali 2010                                                   | -                                                                     |                                                                       |
| 14-11-2009                                                            | Madrid                                                                | Spagna                                                                | 2 – 1                                                                 | Argentina                                                             | Amichevole                                                            | -                                                                     | 25’                                                                   |
| 18-11-2009                                                            | Vienna                                                                | Austria                                                               | 1 – 5                                                                 | Spagna                                                                | Amichevole                                                            | -                                                                     | 24’ 59’                                                               |
| 3-3-2010                                                              | Saint-Denis                                                           | Francia                                                               | 0 – 2                                                                 | Spagna                                                                | Amichevole                                                            | -                                                                     |                                                                       |
| 29-5-2010                                                             | Innsbruck                                                             | Spagna                                                                | 3 – 2                                                                 | Arabia Saudita                                                        | Amichevole                                                            | -                                                                     |                                                                       |
| 8-6-2010                                                              | Murcia                                                                | Spagna                                                                | 6 – 0                                                                 | Polonia                                                               | Amichevole                                                            | -                                                                     |                                                                       |
| 16-6-2010                                                             | Durban                                                                | Spagna                                                                | 0 – 1                                                                 | Svizzera                                                              | Mondiali 2010 - 1º turno                                              | -                                                                     | 61’                                                                   |
| 21-6-2010                                                             | Johannesburg                                                          | Spagna                                                                | 2 – 0                                                                 | Honduras                                                              | Mondiali 2010 - 1º turno                                              | -                                                                     |                                                                       |
| 25-6-2010                                                             | Pretoria                                                              | Cile                                                                  | 1 – 2                                                                 | Spagna                                                                | Mondiali 2010 - 1º turno                                              | -                                                                     |                                                                       |
| 29-6-2010                                                             | Città del Capo                                                        | Spagna                                                                | 1 – 0                                                                 | Portogallo                                                            | Mondiali 2010 - Ottavi di finale                                      | -                                                                     |                                                                       |
| 3-7-2010                                                              | Johannesburg                                                          | Spagna                                                                | 1 – 0                                                                 | Paraguay                                                              | Mondiali 2010 - Quarti di finale                                      | -                                                                     | 63’                                                                   |
| 7-7-2010                                                              | Durban                                                                | Germania                                                              | 0 – 1                                                                 | Spagna                                                                | Mondiali 2010 - Semifinale                                            | -                                                                     |                                                                       |
| 11-7-2010                                                             | Johannesburg                                                          | Paesi Bassi                                                           | 0 – 1 dts                                                             | Spagna                                                                | Mondiali 2010 - Finale                                                | -                                                                     |                                                                       |
| 11-8-2010                                                             | Città del Messico                                                     | Messico                                                               | 1 – 1                                                                 | Spagna                                                                | Amichevole                                                            | -                                                                     | 42’ 61’                                                               |
| 3-9-2010                                                              | Vaduz                                                                 | Liechtenstein                                                         | 0 – 4                                                                 | Spagna                                                                | Qual. Euro 2012                                                       | -                                                                     |                                                                       |
| 7-9-2010                                                              | Buenos Aires                                                          | Argentina                                                             | 4 – 1                                                                 | Spagna                                                                | Amichevole                                                            | -                                                                     |                                                                       |
| 8-10-2010                                                             | Salamanca                                                             | Spagna                                                                | 3 – 1                                                                 | Lituania                                                              | Qual. Euro 2012                                                       | -                                                                     |                                                                       |
| 12-10-2010                                                            | Glasgow                                                               | Scozia                                                                | 2 – 3                                                                 | Spagna                                                                | Qual. Euro 2012                                                       | -                                                                     | 90’                                                                   |
| 17-11-2010                                                            | Lisbona                                                               | Portogallo                                                            | 4 – 0                                                                 | Spagna                                                                | Amichevole                                                            | -                                                                     | 8’                                                                    |
| 9-2-2011                                                              | Madrid                                                                | Spagna                                                                | 1 – 0                                                                 | Colombia                                                              | Amichevole                                                            | -                                                                     |                                                                       |
| 25-3-2011                                                             | Granada                                                               | Spagna                                                                | 2 – 1                                                                 | Rep. Ceca                                                             | Qual. Euro 2012                                                       | -                                                                     |                                                                       |
| 4-6-2011                                                              | Foxborough                                                            | Stati Uniti                                                           | 0 – 4                                                                 | Spagna                                                                | Amichevole                                                            | -                                                                     | 46’                                                                   |
| 7-6-2011                                                              | Puerto La Cruz                                                        | Venezuela                                                             | 0 – 3                                                                 | Spagna                                                                | Amichevole                                                            | -                                                                     |                                                                       |
| 10-8-2011                                                             | Bari                                                                  | Italia                                                                | 2 – 1                                                                 | Spagna                                                                | Amichevole                                                            | -                                                                     | 45’                                                                   |
| 2-9-2011                                                              | San Gallo                                                             | Spagna                                                                | 3 – 2                                                                 | Cile                                                                  | Amichevole                                                            | -                                                                     |                                                                       |
| 6-9-2011                                                              | Logroño                                                               | Spagna                                                                | 6 – 0                                                                 | Liechtenstein                                                         | Qual. Euro 2012                                                       | -                                                                     |                                                                       |
| 7-10-2011                                                             | Praga                                                                 | Rep. Ceca                                                             | 0 – 2                                                                 | Spagna                                                                | Qual. Euro 2012                                                       | -                                                                     |                                                                       |
| 11-10-2011                                                            | Alicante                                                              | Spagna                                                                | 3 – 1                                                                 | Scozia                                                                | Qual. Euro 2012                                                       | -                                                                     |                                                                       |
| 12-11-2011                                                            | Londra                                                                | Inghilterra                                                           | 1 – 0                                                                 | Spagna                                                                | Amichevole                                                            | -                                                                     | 64’                                                                   |
| 15-11-2011                                                            | San José                                                              | Costa Rica                                                            | 2 – 2                                                                 | Spagna                                                                | Amichevole                                                            | -                                                                     | 46’                                                                   |
| 29-2-2012                                                             | Malaga                                                                | Spagna                                                                | 5 – 0                                                                 | Venezuela                                                             | Amichevole                                                            | -                                                                     |                                                                       |
| 3-6-2012                                                              | Siviglia                                                              | Spagna                                                                | 1 – 0                                                                 | Cina                                                                  | Amichevole                                                            | -                                                                     | 46’                                                                   |
| 10-6-2012                                                             | Danzica                                                               | Spagna                                                                | 1 – 1                                                                 | Italia                                                                | Euro 2012 - 1º turno                                                  | -                                                                     |                                                                       |
| 14-6-2012                                                             | Danzica                                                               | Spagna                                                                | 4 – 0                                                                 | Irlanda                                                               | Euro 2012 - 1º turno                                                  | -                                                                     |                                                                       |
| 18-6-2012                                                             | Danzica                                                               | Croazia                                                               | 0 – 1                                                                 | Spagna                                                                | Euro 2012 - 1º turno                                                  | -                                                                     |                                                                       |
| 23-6-2012                                                             | Donec'k                                                               | Spagna                                                                | 2 – 0                                                                 | Francia                                                               | Euro 2012 - Quarti di finale                                          | -                                                                     |                                                                       |
| 27-6-2012                                                             | Donec'k                                                               | Portogallo                                                            | 0 – 0 dts (2 - 4 dtr)                                                 | Spagna                                                                | Euro 2012 - Semifinale                                                | -                                                                     | 60’                                                                   |
| 1-7-2012                                                              | Kiev                                                                  | Italia                                                                | 0 – 4                                                                 | Spagna                                                                | Euro 2012 - Finale                                                    | -                                                                     |                                                                       |
| 15-8-2012                                                             | Bayamón                                                               | Porto Rico                                                            | 1 – 2                                                                 | Spagna                                                                | Amichevole                                                            | -                                                                     | 46’ 71’                                                               |
| 7-9-2012                                                              | Pontevedra                                                            | Spagna                                                                | 5 – 0                                                                 | Arabia Saudita                                                        | Amichevole                                                            | -                                                                     | 60’                                                                   |
| 11-9-2012                                                             | Tbilisi                                                               | Georgia                                                               | 0 – 1                                                                 | Spagna                                                                | Qual. Mondiali 2014                                                   | -                                                                     | 57’                                                                   |
| 12-10-2012                                                            | Minsk                                                                 | Bielorussia                                                           | 0 – 4                                                                 | Spagna                                                                | Qual. Mondiali 2014                                                   | -                                                                     |                                                                       |
| 16-10-2012                                                            | Madrid                                                                | Spagna                                                                | 1 – 1                                                                 | Francia                                                               | Qual. Mondiali 2014                                                   | -                                                                     |                                                                       |
| 14-11-2012                                                            | Panama                                                                | Panama                                                                | 1 – 5                                                                 | Spagna                                                                | Amichevole                                                            | -                                                                     |                                                                       |
| 6-2-2013                                                              | Doha                                                                  | Spagna                                                                | 3 – 1                                                                 | Uruguay                                                               | Amichevole                                                            | -                                                                     | 22’                                                                   |
| 22-3-2013                                                             | Gijón                                                                 | Spagna                                                                | 1 – 1                                                                 | Finlandia                                                             | Qual. Mondiali 2014                                                   | -                                                                     |                                                                       |
| 26-3-2013                                                             | Saint-Denis                                                           | Francia                                                               | 0 – 1                                                                 | Spagna                                                                | Qual. Mondiali 2014                                                   | -                                                                     |                                                                       |
| 11-6-2013                                                             | New York                                                              | Spagna                                                                | 2 – 0                                                                 | Irlanda                                                               | Amichevole                                                            | -                                                                     |                                                                       |
| 16-6-2013                                                             | Recife                                                                | Spagna                                                                | 2 – 1                                                                 | Uruguay                                                               | Conf. Cup 2013 - 1º turno                                             | -                                                                     |                                                                       |
| 23-6-2013                                                             | Fortaleza                                                             | Nigeria                                                               | 0 – 3                                                                 | Spagna                                                                | Conf. Cup 2013 - 1º turno                                             | -                                                                     |                                                                       |
| 27-6-2013                                                             | Fortaleza                                                             | Spagna                                                                | 0 – 0 dts (7 – 6 dtr)                                                 | Italia                                                                | Conf. Cup 2013 - Semifinale                                           | -                                                                     |                                                                       |
| 30-6-2013                                                             | Rio de Janeiro                                                        | Brasile                                                               | 3 – 0                                                                 | Spagna                                                                | Conf. Cup 2013 - Finale                                               | -                                                                     |                                                                       |
| 11-10-2013                                                            | Palma di Maiorca                                                      | Spagna                                                                | 2 – 1                                                                 | Bielorussia                                                           | Qual. Mondiali 2014                                                   | -                                                                     |                                                                       |
| 15-10-2013                                                            | Albacete                                                              | Spagna                                                                | 2 – 0                                                                 | Georgia                                                               | Qual. Mondiali 2014                                                   | -                                                                     |                                                                       |
| 16-11-2013                                                            | Malabo                                                                | Guinea Equatoriale                                                    | 1 – 2                                                                 | Spagna                                                                | Amichevole                                                            | -                                                                     | 43’                                                                   |
| 19-11-2013                                                            | Johannesburg                                                          | Sudafrica                                                             | 1 – 0                                                                 | Spagna                                                                | Amichevole                                                            | -                                                                     |                                                                       |
| 5-3-2014                                                              | Madrid                                                                | Spagna                                                                | 1 – 0                                                                 | Italia                                                                | Amichevole                                                            | -                                                                     | 46’                                                                   |
| 30-5-2014                                                             | Siviglia                                                              | Spagna                                                                | 2 – 0                                                                 | Bolivia                                                               | Amichevole                                                            | -                                                                     | 61’                                                                   |
| 7-6-2014                                                              | Landover                                                              | El Salvador                                                           | 0 – 2                                                                 | Spagna                                                                | Amichevole                                                            | -                                                                     | 68’                                                                   |
| 13-6-2014                                                             | Salvador                                                              | Spagna                                                                | 1 – 5                                                                 | Paesi Bassi                                                           | Mondiali 2014 - 1º turno                                              | -                                                                     |                                                                       |
| 18-6-2014                                                             | Rio de Janeiro                                                        | Spagna                                                                | 0 – 2                                                                 | Cile                                                                  | Mondiali 2014 - 1º turno                                              | -                                                                     |                                                                       |
| 4-9-2014                                                              | Saint-Denis                                                           | Francia                                                               | 1 – 0                                                                 | Spagna                                                                | Amichevole                                                            | -                                                                     | 46’                                                                   |
| 8-9-2014                                                              | Valencia                                                              | Spagna                                                                | 5 – 1                                                                 | Macedonia                                                             | Qual. Euro 2016                                                       | 1                                                                     |                                                                       |
| 9-10-2014                                                             | Žilina                                                                | Slovacchia                                                            | 2 – 1                                                                 | Spagna                                                                | Qual. Euro 2016                                                       | -                                                                     |                                                                       |
| 12-10-2014                                                            | Lussemburgo                                                           | Lussemburgo                                                           | 0 – 4                                                                 | Spagna                                                                | Qual. Euro 2016                                                       | -                                                                     |                                                                       |
| 15-11-2014                                                            | Huelva                                                                | Spagna                                                                | 3 – 0                                                                 | Bielorussia                                                           | Qual. Euro 2016                                                       | 1                                                                     | 26’ 46’                                                               |
| 18-11-2014                                                            | Vigo                                                                  | Spagna                                                                | 0 – 1                                                                 | Germania                                                              | Amichevole                                                            | -                                                                     | 46’                                                                   |
| 27-3-2015                                                             | Siviglia                                                              | Spagna                                                                | 1 – 0                                                                 | Ucraina                                                               | Qual. Euro 2016                                                       | -                                                                     |                                                                       |
| 11-6-2015                                                             | León                                                                  | Spagna                                                                | 2 – 1                                                                 | Costa Rica                                                            | Amichevole                                                            | -                                                                     |                                                                       |
| 14-6-2015                                                             | Barysaŭ                                                               | Bielorussia                                                           | 0 – 1                                                                 | Spagna                                                                | Qual. Euro 2016                                                       | -                                                                     |                                                                       |
| 5-9-2015                                                              | Oviedo                                                                | Spagna                                                                | 2 – 0                                                                 | Slovacchia                                                            | Qual. Euro 2016                                                       | -                                                                     |                                                                       |
| 8-9-2015                                                              | Skopje                                                                | Macedonia                                                             | 0 – 1                                                                 | Spagna                                                                | Qual. Euro 2016                                                       | -                                                                     | 47’                                                                   |
| 9-10-2015                                                             | Logroño                                                               | Spagna                                                                | 4 – 0                                                                 | Lussemburgo                                                           | Qual. Euro 2016                                                       | -                                                                     |                                                                       |
| 12-10-2015                                                            | Kiev                                                                  | Ucraina                                                               | 0 – 1                                                                 | Spagna                                                                | Qual. Euro 2016                                                       | -                                                                     | 85’                                                                   |
| 13-11-2015                                                            | Alicante                                                              | Spagna                                                                | 2 – 0                                                                 | Inghilterra                                                           | Amichevole                                                            | -                                                                     | 78’                                                                   |
| 1-6-2016                                                              | Siezenheim                                                            | Spagna                                                                | 6 – 1                                                                 | Corea del Sud                                                         | Amichevole                                                            | -                                                                     | 46’                                                                   |
| 7-6-2016                                                              | Getafe                                                                | Spagna                                                                | 0 – 1                                                                 | Georgia                                                               | Amichevole                                                            | -                                                                     | 76’                                                                   |
| 13-6-2016                                                             | Tolosa                                                                | Spagna                                                                | 1 – 0                                                                 | Rep. Ceca                                                             | Euro 2016 - 1º turno                                                  | -                                                                     |                                                                       |
| 17-6-2016                                                             | Nizza                                                                 | Spagna                                                                | 3 – 0                                                                 | Turchia                                                               | Euro 2016 - 1º turno                                                  | -                                                                     |                                                                       |
| 21-6-2016                                                             | Bordeaux                                                              | Croazia                                                               | 2 – 1                                                                 | Spagna                                                                | Euro 2016 - 1º turno                                                  | -                                                                     |                                                                       |
| 27-6-2016                                                             | Saint-Denis                                                           | Italia                                                                | 2 – 0                                                                 | Spagna                                                                | Euro 2016 - Ottavi di finale                                          | -                                                                     | 89’                                                                   |
| 1-9-2016                                                              | Bruxelles                                                             | Belgio                                                                | 0 – 2                                                                 | Spagna                                                                | Amichevole                                                            | -                                                                     |                                                                       |
| 5-9-2016                                                              | León                                                                  | Spagna                                                                | 8 – 0                                                                 | Liechtenstein                                                         | Qual. Mondiali 2018                                                   | -                                                                     |                                                                       |
| 6-10-2016                                                             | Torino                                                                | Italia                                                                | 1 – 1                                                                 | Spagna                                                                | Qual. Mondiali 2018                                                   | -                                                                     | 27’                                                                   |
| 9-10-2016                                                             | Scutari                                                               | Albania                                                               | 0 – 2                                                                 | Spagna                                                                | Qual. Mondiali 2018                                                   | -                                                                     |                                                                       |
| 12-11-2016                                                            | Granada                                                               | Spagna                                                                | 4 – 0                                                                 | Macedonia                                                             | Qual. Mondiali 2018                                                   | -                                                                     |                                                                       |
| 15-11-2016                                                            | Londra                                                                | Inghilterra                                                           | 2 – 2                                                                 | Spagna                                                                | Amichevole                                                            | -                                                                     | Cap. 78’                                                              |
| 24-3-2017                                                             | Gijón                                                                 | Spagna                                                                | 4 – 1                                                                 | Israele                                                               | Qual. Mondiali 2018                                                   | -                                                                     |                                                                       |
| 28-3-2017                                                             | Saint-Denis                                                           | Francia                                                               | 0 – 2                                                                 | Spagna                                                                | Amichevole                                                            | -                                                                     |                                                                       |
| 11-6-2017                                                             | Skopje                                                                | Macedonia                                                             | 1 – 2                                                                 | Spagna                                                                | Qual. Mondiali 2018                                                   | -                                                                     |                                                                       |
| 2-9-2017                                                              | Madrid                                                                | Spagna                                                                | 3 – 0                                                                 | Italia                                                                | Qual. Mondiali 2018                                                   | -                                                                     |                                                                       |
| 5-9-2017                                                              | Vaduz                                                                 | Liechtenstein                                                         | 0 – 8                                                                 | Spagna                                                                | Qual. Mondiali 2018                                                   | -                                                                     | 81’                                                                   |
| 9-10-2017                                                             | Gerusalemme                                                           | Israele                                                               | 0 – 1                                                                 | Spagna                                                                | Qual. Mondiali 2018                                                   | -                                                                     |                                                                       |
| 11-11-2017                                                            | Malaga                                                                | Spagna                                                                | 5 – 0                                                                 | Costa Rica                                                            | Amichevole                                                            | -                                                                     | 46’                                                                   |
| 14-11-2017                                                            | San Pietroburgo                                                       | Russia                                                                | 3 – 3                                                                 | Spagna                                                                | Amichevole                                                            | -                                                                     | 18’ 58’                                                               |
| 9-6-2018                                                              | Krasnodar                                                             | Tunisia                                                               | 0 – 1                                                                 | Spagna                                                                | Amichevole                                                            | -                                                                     |                                                                       |
| 15-6-2018                                                             | Soči                                                                  | Portogallo                                                            | 3 – 3                                                                 | Spagna                                                                | Mondiali 2018 - 1º turno                                              | -                                                                     | 17’                                                                   |
| 20-6-2018                                                             | Kazan'                                                                | Iran                                                                  | 0 – 1                                                                 | Spagna                                                                | Mondiali 2018 - 1º turno                                              | -                                                                     |                                                                       |
| 25-6-2018                                                             | Kaliningrad                                                           | Spagna                                                                | 2 – 2                                                                 | Marocco                                                               | Mondiali 2018 - 1º turno                                              | -                                                                     |                                                                       |
| 1-7-2018                                                              | Mosca                                                                 | Spagna                                                                | 1 – 1 dts (3 – 4 dtr)                                                 | Russia                                                                | Mondiali 2018 - Ottavi di finale                                      | -                                                                     |                                                                       |
| 8-9-2018                                                              | Londra                                                                | Inghilterra                                                           | 1 – 2                                                                 | Spagna                                                                | UEFA Nations League 2018-2019 - 1º turno                              | -                                                                     |                                                                       |
| 11-9-2018                                                             | Elche                                                                 | Spagna                                                                | 6 – 0                                                                 | Croazia                                                               | UEFA Nations League 2018-2019 - 1º turno                              | -                                                                     | 59’                                                                   |
| 15-10-2018                                                            | Siviglia                                                              | Spagna                                                                | 2 – 3                                                                 | Inghilterra                                                           | UEFA Nations League 2018-2019 - 1º turno                              | -                                                                     |                                                                       |
| 15-11-2018                                                            | Zagabria                                                              | Croazia                                                               | 3 – 2                                                                 | Spagna                                                                | UEFA Nations League 2018-2019 - 1º turno                              | -                                                                     | 87’                                                                   |
| 23-3-2019                                                             | Valencia                                                              | Spagna                                                                | 2 – 1                                                                 | Norvegia                                                              | Qual. Euro 2020                                                       | -                                                                     |                                                                       |
| 10-6-2019                                                             | Madrid                                                                | Spagna                                                                | 3 – 0                                                                 | Svezia                                                                | Qual. Euro 2020                                                       | -                                                                     |                                                                       |
| 5-9-2019                                                              | Bucarest                                                              | Romania                                                               | 1 – 2                                                                 | Spagna                                                                | Qual. Euro 2020                                                       | -                                                                     |                                                                       |
| 12-10-2019                                                            | Oslo                                                                  | Norvegia                                                              | 1 – 1                                                                 | Spagna                                                                | Qual. Euro 2020                                                       | -                                                                     | 61’                                                                   |
| 18-11-2019                                                            | Madrid                                                                | Spagna                                                                | 5 – 0                                                                 | Romania                                                               | Qual. Euro 2020                                                       | -                                                                     | 25’                                                                   |
| 3-9-2020                                                              | Stoccarda                                                             | Germania                                                              | 1 – 1                                                                 | Spagna                                                                | UEFA Nations League 2020-2021 - 1º turno                              | -                                                                     | 57’                                                                   |
| 7-10-2020                                                             | Lisbona                                                               | Portogallo                                                            | 0 – 0                                                                 | Spagna                                                                | Amichevole                                                            | -                                                                     | Cap. 61’                                                              |
| 10-10-2020                                                            | Madrid                                                                | Spagna                                                                | 1 – 0                                                                 | Svizzera                                                              | UEFA Nations League 2020-2021 - 1º turno                              | -                                                                     |                                                                       |
| 14-11-2020                                                            | Basilea                                                               | Svizzera                                                              | 1 – 1                                                                 | Spagna                                                                | UEFA Nations League 2020-2021 - 1º turno                              | -                                                                     | 72’                                                                   |
| 28-3-2021                                                             | Tbilisi                                                               | Georgia                                                               | 1 – 2                                                                 | Spagna                                                                | Qual. Mondiali 2022                                                   | -                                                                     | Cap. 73’                                                              |
| 31-3-2021                                                             | Siviglia                                                              | Spagna                                                                | 3 – 1                                                                 | Kosovo                                                                | Qual. Mondiali 2022                                                   | -                                                                     | Cap. 82’                                                              |
| 4-6-2021                                                              | Madrid                                                                | Spagna                                                                | 0 – 0                                                                 | Portogallo                                                            | Amichevole                                                            | -                                                                     | Cap. 63’                                                              |
| 23-6-2021                                                             | Siviglia                                                              | Slovacchia                                                            | 0 – 5                                                                 | Spagna                                                                | Euro 2020 - 1º turno                                                  | -                                                                     | Cap. 40’ 71’                                                          |
| 28-6-2021                                                             | Copenaghen                                                            | Croazia                                                               | 3 – 5 dts                                                             | Spagna                                                                | Euro 2020 - Ottavi di finale                                          | -                                                                     | cap. 101’                                                             |
| 2-7-2021                                                              | San Pietroburgo                                                       | Svizzera                                                              | 1 – 1 dts (1 – 3 dtr)                                                 | Spagna                                                                | Euro 2020 - Quarti di finale                                          | -                                                                     | cap.                                                                  |
| 6-7-2021                                                              | Londra                                                                | Italia                                                                | 1 – 1 dts (4 – 2 dtr)                                                 | Spagna                                                                | Euro 2020 - Semifinale                                                | -                                                                     | Cap. 51’ 106’                                                         |
| 2-9-2021                                                              | Solna                                                                 | Svezia                                                                | 2 – 1                                                                 | Spagna                                                                | Qual. Mondiali 2022                                                   | -                                                                     | Cap. 85’                                                              |
| 8-9-2021                                                              | Pristina                                                              | Kosovo                                                                | 0 – 2                                                                 | Spagna                                                                | Qual. Mondiali 2022                                                   | -                                                                     | cap.                                                                  |
| 6-10-2021                                                             | Milano                                                                | Italia                                                                | 1 – 2                                                                 | Spagna                                                                | UEFA Nations League 2020-2021 - Semifinale                            | -                                                                     | cap.                                                                  |
| 10-10-2021                                                            | Milano                                                                | Spagna                                                                | 1 – 2                                                                 | Francia                                                               | UEFA Nations League 2020-2021 - Finale                                | -                                                                     | cap.                                                                  |
| 11-11-2021                                                            | Atene                                                                 | Grecia                                                                | 0 – 1                                                                 | Spagna                                                                | Qual. Mondiali 2022                                                   | -                                                                     | 65’                                                                   |
| 14-11-2021                                                            | Siviglia                                                              | Spagna                                                                | 1 – 0                                                                 | Svezia                                                                | Qual. Mondiali 2022                                                   | -                                                                     | Cap.                                                                  |
| 2-6-2022                                                              | Siviglia                                                              | Spagna                                                                | 1 – 1                                                                 | Portogallo                                                            | UEFA Nations League 2022-2023 - 1º turno                              | -                                                                     | Cap. 90+2’                                                            |
| 5-6-2022                                                              | Praga                                                                 | Rep. Ceca                                                             | 2 – 2                                                                 | Spagna                                                                | UEFA Nations League 2022-2023 - 1º turno                              | -                                                                     | 61’                                                                   |
| 9-6-2022                                                              | Lancy                                                                 | Svizzera                                                              | 0 – 1                                                                 | Spagna                                                                | UEFA Nations League 2022-2023 - 1º turno                              | -                                                                     | Cap.                                                                  |
| 12-6-2022                                                             | Malaga                                                                | Spagna                                                                | 2 – 0                                                                 | Rep. Ceca                                                             | UEFA Nations League 2022-2023 - 1º turno                              | -                                                                     | 78’                                                                   |
| 24-9-2022                                                             | Saragozza                                                             | Spagna                                                                | 1 – 2                                                                 | Svizzera                                                              | UEFA Nations League 2022-2023 - 1º turno                              | -                                                                     | cap.                                                                  |
| 27-9-2022                                                             | Braga                                                                 | Portogallo                                                            | 0 – 1                                                                 | Spagna                                                                | UEFA Nations League 2022-2023 - 1º turno                              | -                                                                     | 46’                                                                   |
| 23-11-2022                                                            | Doha                                                                  | Spagna                                                                | 7 – 0                                                                 | Costa Rica                                                            | Mondiali 2022 - 1º turno                                              | -                                                                     | cap. 64’                                                              |
| 27-11-2022                                                            | Al Khor                                                               | Spagna                                                                | 1 – 1                                                                 | Germania                                                              | Mondiali 2022 - 1º turno                                              | -                                                                     | cap. 44’                                                              |
| 1-12-2022                                                             | Al Rayyan                                                             | Giappone                                                              | 2 – 1                                                                 | Spagna                                                                | Mondiali 2022 - 1º turno                                              | -                                                                     | cap.                                                                  |
| 6-12-2022                                                             | Al Rayyan                                                             | Marocco                                                               | 0 – 0 dts (3 – 0 dtr)                                                 | Spagna                                                                | Mondiali 2022 - Ottavi di finale                                      | -                                                                     | cap.                                                                  |
| Totale                                                                |                                                                       | Presenze (3º posto)                                                   | 143                                                                   |                                                                       | Reti                                                                  | 2                                                                     |                                                                       |

| Cronologia completa delle presenze e delle reti in nazionale ― Catalogna | Cronologia completa delle presenze e delle reti in nazionale ― Catalogna | Cronologia completa delle presenze e delle reti in nazionale ― Catalogna | Cronologia completa delle presenze e delle reti in nazionale ― Catalogna | Cronologia completa delle presenze e delle reti in nazionale ― Catalogna | Cronologia completa delle presenze e delle reti in nazionale ― Catalogna | Cronologia completa delle presenze e delle reti in nazionale ― Catalogna | Cronologia completa delle presenze e delle reti in nazionale ― Catalogna |
| Data                                                                     | Città                                                                    | In casa                                                                  | Risultato                                                                | Ospiti                                                                   | Competizione                                                             | Reti                                                                     | Note                                                                     |
| ------------------------------------------------------------------------ | ------------------------------------------------------------------------ | ------------------------------------------------------------------------ | ------------------------------------------------------------------------ | ------------------------------------------------------------------------ | ------------------------------------------------------------------------ | ------------------------------------------------------------------------ | ------------------------------------------------------------------------ |
| 28-12-2008                                                               | Barcellona                                                               | Catalogna                                                                | 2 – 1                                                                    | Colombia                                                                 | Amichevole                                                               | -                                                                        |                                                                          |
| 22-12-2009                                                               | Barcellona                                                               | Catalogna                                                                | 4 – 2                                                                    | Argentina                                                                | Amichevole                                                               | -                                                                        |                                                                          |
| 28-12-2010                                                               | Barcellona                                                               | Catalogna                                                                | 4 – 0                                                                    | Honduras                                                                 | Amichevole                                                               | -                                                                        |                                                                          |
| 30-12-2011                                                               | Barcellona                                                               | Catalogna                                                                | 0 – 0                                                                    | Tunisia                                                                  | Amichevole                                                               | -                                                                        | 46’                                                                      |
| 2-1-2013                                                                 | Barcellona                                                               | Catalogna                                                                | 1 – 1                                                                    | Nigeria                                                                  | Amichevole                                                               | -                                                                        | 46’                                                                      |
| 30-12-2013                                                               | Barcellona                                                               | Catalogna                                                                | 4 – 1                                                                    | Capo Verde                                                               | Amichevole                                                               | -                                                                        |                                                                          |
| 28-12-2014                                                               | Bilbao                                                                   | Paesi Baschi                                                             | 1 – 1                                                                    | Catalogna                                                                | Amichevole                                                               | -                                                                        |                                                                          |
| Totale                                                                   |                                                                          | Presenze                                                                 | 7                                                                        |                                                                          | Reti                                                                     | 0                                                                        |                                                                          |

## Palmarès

### Club

#### Competizioni nazionali
- Tercera División (Spagna): 1

Barcellona B: 2007-2008 (Grupo V, Cataluña)
- Campionato spagnolo: 9

Barcellona: 2008-2009, 2009-2010, 2010-2011, 2012-2013, 2014-2015, 2015-2016, 2017-2018, 2018-2019, 2022-2023
- Coppa di Spagna: 7

Barcellona: 2008-2009, 2011-2012, 2014-2015, 2015-2016, 2016-2017, 2017-2018, 2020-2021
- Supercoppa di Spagna: 7

Barcellona: 2009, 2010, 2011, 2013, 2016, 2018, 2023
- MLS Supporters' Shield: 1

Inter Miami: 2024

#### Competizioni internazionali
- UEFA Champions League: 3

Barcellona: 2008-2009, 2010-2011, 2014-2015
- Supercoppa UEFA: 3

Barcellona: 2009, 2011, 2015
- Coppa del mondo per club: 3

Barcellona: 2009, 2011, 2015
- Leagues Cup: 1

Inter Miami: 2023

### Nazionale
- Campionato mondiale: 1

Sudafrica 2010
- Campionato d'Europa: 1

Polonia-Ucraina 2012

### Individuale
- Giocatore rivelazione della Liga spagnola: 1

2008-2009
- Trofeo Bravo: 1

2009
- Squadra della stagione della UEFA Champions League: 1

2014-2015
- Candidato al Dream Team del Pallone d'oro (2020)
- Miglior giocatore della fase finale della UEFA Nations League: 1

2020-2021